# 莫丘利謝
51°35′25″N 26°28′42″E / 51.59028°N 26.47833°E
莫丘利謝（烏克蘭語：Мочулище），是烏克蘭西北部的村莊，隸屬里夫內州的薩爾內區。該村始建於1561年，面積0.45平方公里，海拔高度162米，2001年人口613，人口密度每平方公里1,362.2人。